# Pointe du Hoc

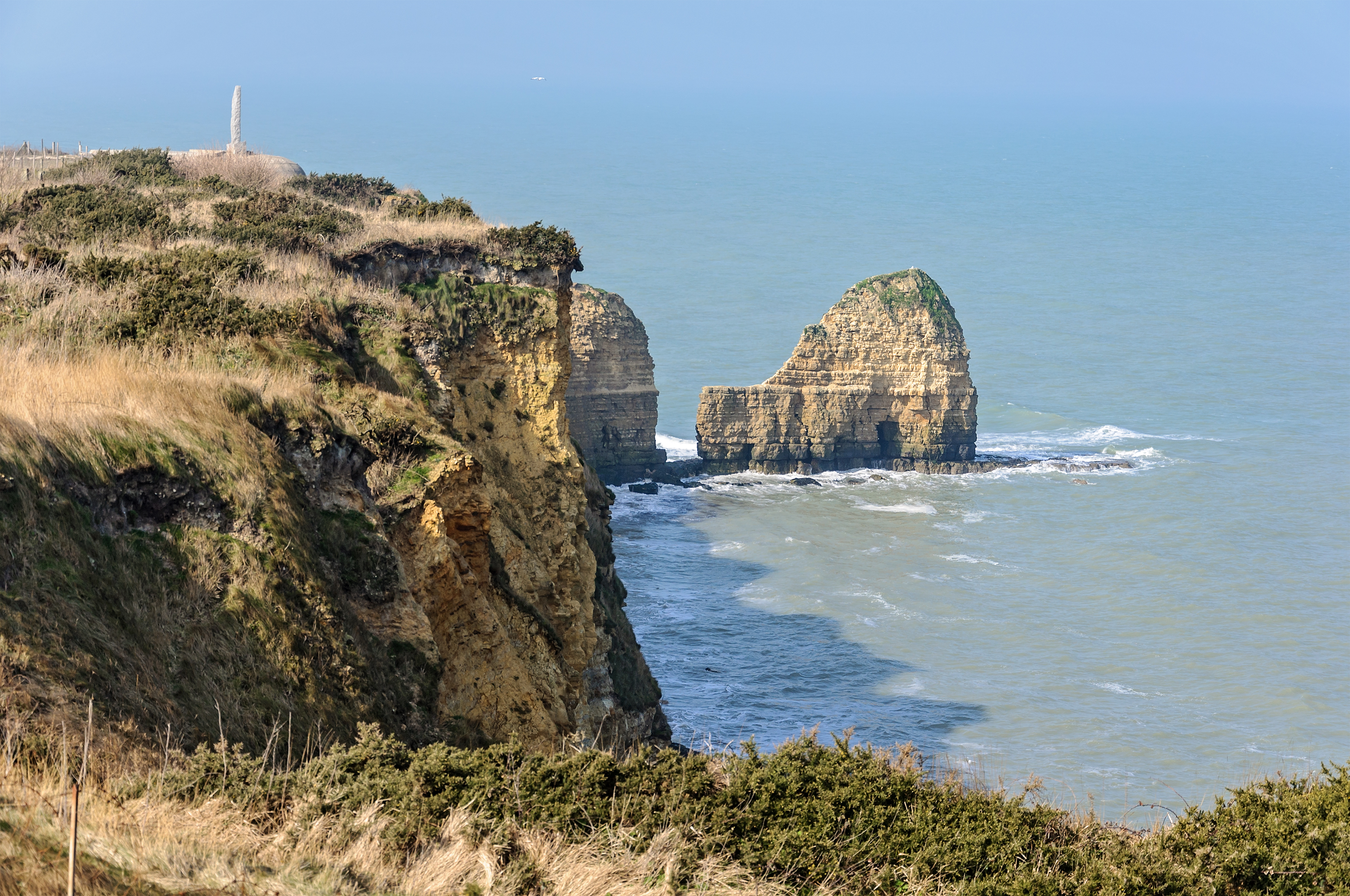
Vista des de la Pointe du Hoc

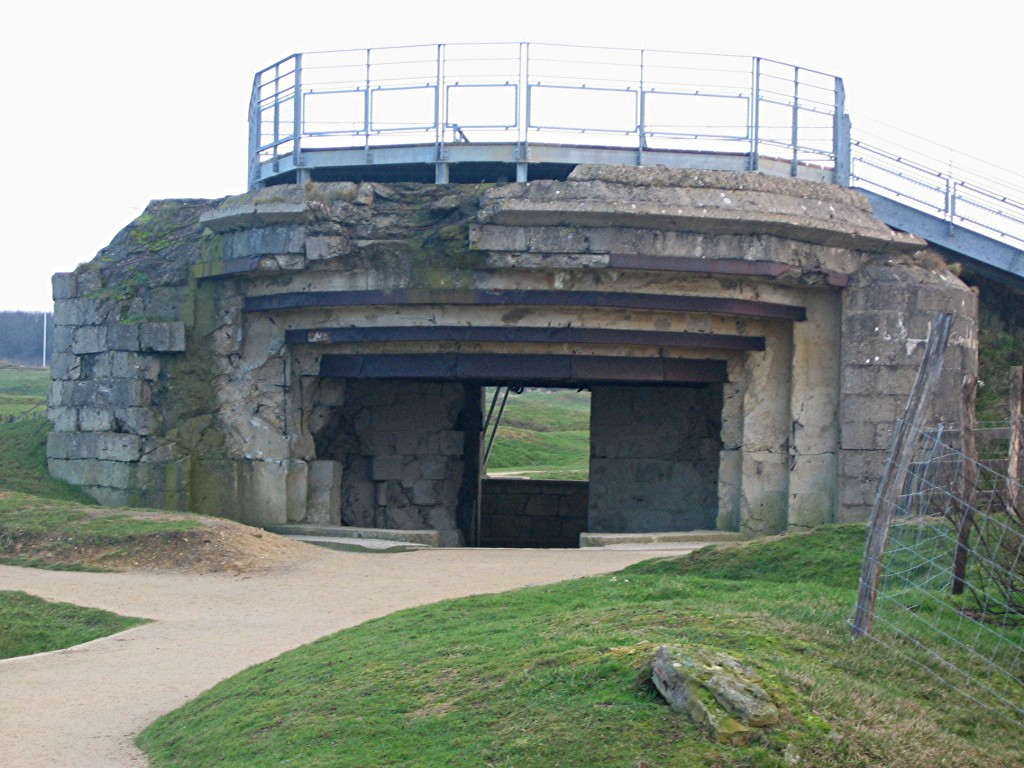
Blockhaus de la pointe du Hoc

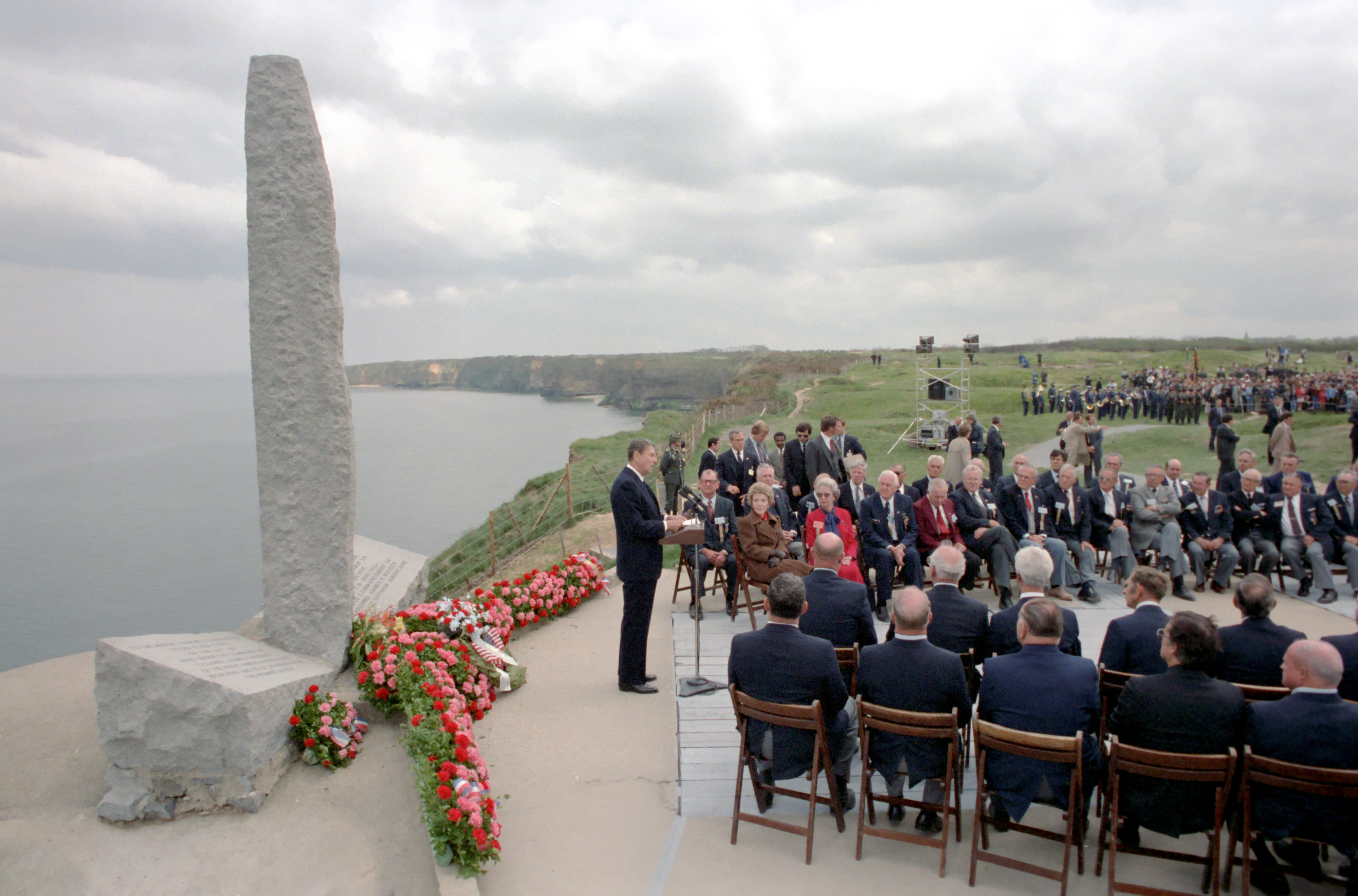
El president dels Estats Units Ronald Reagan pronunciant un discurs per commemorar el 40è aniversari de l'esdeveniment

La Pointe du Hoc és un cap normand situat al municipi francès de Cricqueville-en-Bessin (Calvados). Durant la segona Guerra Mundial, els alemanys hi van situar unes bateries que cobrien Utah beach a l'oest i Omaha beach a l'est durant la batalla de Normandia. Durant el desembarcament de Normandia, el 2n batalló de Rangers comandat pel tinent coronel James E. Rudder va escalar la posició i va poder veure com els canons havien estat desplaçats i substituïts per posts de fusta.

## Situació
Pointe du Hoc es troba 6,5 km (4,0 milles) a l'oest del centre de la platja d'Omaha.La platja situada al peu del penya-segat no feia més de 10 m de llarg i era de grava. El penya-segat de la punta feia de 25 a 30 m d'alçada.
Com a part de les fortificacions del Mur Atlàntic, la prominent posició dalt del penya-segat va ser fortificada pels alemanys. La bateria va ser construïda inicialment el 1943 per allotjar sis canons francesos de la Primera Guerra Mundial capturats, els GPF 155 mm K418(f), col·locats en fosses de ciment obertes. La bateria estava protegida per la 2a Bateria del Batalló d'Artilleria Costanera de l'Exèrcit 1260 (Heeres-Küsten-Artillerie-Abteilung 1260 o 2/HKAA.1260). Per defensar el promontori de qualsevol atac, elements de la 352a Divisió d'Infanteria també estaven estacionats a la bateria.

## L'estratègia
L'aviació britànica i americana havia de bombardejar la posició de la punta per tal de neutralitzar la resistència.
A les 4.30 h havia de començar l'atac terrestre amb escales de 33 m dels bombers de Londres i també a través d'escales de corda que serien llançades amb pistoles especials fins al cim del penya-segat. A les 6.30h els 225 homes de Rudder desembarcarien a la platja per escalar el penya-segat i destruir els canons. Les companyies E i F havien de desembarcar a l'est i la companyia D ho havia de fer a l'oest.
Una vegada la zona ja estigués sota control es llençaria una bengala per tal que arribessin 500 Rangers de reforç i alhora esperarien a estar units a través del 116 regiment d'infanteria nord-americà que havia de desembarcar a Omaha Beach. Si a les 7 no s'havia llençat cap bengala els reforços s'haurien de dirigir al sector Charlie d'Omaha Beach.

## El desenvolupament de les operacions
El bombardeig naval preliminar va començar a les 5.50h per part de l'USS Texas i l'USS Satterlee i l'HMS Talybont. Seguit per una onada de 19 Martin B-26 Marauder del 9è de la Força aèria nord-americana.
L'operació va començar amb el llançament a l'aigua dels muntadors de les escales, però el fum del bombardeig va comportar que les barcasses anessin cap a l'est, uns dos quilòmetres. Aquest error de navegació va comportar un retard de quaranta minuts i la pèrdua d'una barcassa.
A les 7.10h els Rangers van desembarcar definitivament. Els alemanys, gràcies al retard dels plants, van tenir temps per preparar-se i llançar granades sobre la platja per trencar escales. Amb tot, després de 5 minuts els primers homes arribaven a dalt del penya-segat.
Després de 15 minuts de combat els soldats nord-americans van arribar als búnquers i van descobrir que els canons havien estat desplaçats i canviats per fusts. A les 8h la costa estava controlada pels Rangers i a les 9h una patrulla va descobrir les peces d'artilleria sense cap defensa i les van destruir.
Els plans originals també havien previst que una força addicional i més gran de vuit companyies de Rangers (les companyies A i B del 2n Batalló Ranger i tot el 5è Batalló Ranger) seguissin el primer atac, si tenia èxit. Bengales des de dalt dels penya-segats havien de senyalitzar a aquesta segona onada que s'unís a l'atac, però a causa del retard en el desembarcament, el senyal va arribar massa tard, i els altres Rangers van desembarcar a Omaha en lloc de Pointe du Hoc. S'ha suposat que l'impuls addicional que aquests més de 500 Rangers van proporcionar al desembarcament aturat a la platja d'Omaha va evitar-hi un fracàs desastrós, ja que van portar l'assalt més enllà de la platja, cap als penya-segats que la dominaven i van flanquejar les defenses alemanyes.
Quan els Rangers van arribar a la part superior de Pointe du Hoc, havien patit 15 baixes. "Les baixes dels Rangers a la platja van ser un total d'unes 15, la majoria a causa del foc de flanc a la seva esquerra". La força també va descobrir que les seves ràdios eren ineficaces. En arribar a les fortificacions, la majoria dels Rangers van saber per primera vegada que l'objectiu principal de l'assalt, la bateria d'artilleria, havia estat retirat. Els Rangers es van reagrupar al capdamunt dels penya-segats, i una petita patrulla va sortir a la recerca dels canons. Dues patrulles diferents van trobar cinc dels sis canons a prop (el sisè estava sent reparat) i van destruir els seus mecanismes de tir amb  granades de termita.
L'Informe d'Accions de Petites Unitats, escrit per la Intel·ligència de l'Exèrcit dels EUA, afirma que hi va haver moments (algunes hores) en què els Rangers no van veure ni un sol alemany després del combat inicial. L'historiador aficionat Gary Sterne suggereix que això va donar temps al tinent coronel Rudder per continuar movent-se cap a l'interior. Aquest pla només hauria estat possible si la resta dels 2n Rangers haguessin arribat com a reforços, però això també hauria pogut costar la platja d'Omaha. Malgrat el que suggereix Sterne, després de dos dies de combats, 77 dels 225 soldats que havien desembarcat a la Pointe havien mort, i 152 més havien resultat ferits, cosa que indica que hi va haver, de fet, combats ferotges. Thomas M. Hatfield, investigador sènior al Dolph Briscoe Center for American History de la Universitat de Texas a Austin, i director del seu Military History Institute, assenyala que les al·legacions que "Rudder coneixia un informe secret d'intel·ligència que afirmava que els canons enemics a Pointe du Hoc havien estat retirats, negant la necessitat d'un assalt per destruir-los", són "totalment falses". Hatfield va continuar, "Rudder va revisar l'ordre d'operacions amb (el general de divisió Clarence) Huebner (designat per Bradley per comandar totes les forces que anaven a la platja d'Omaha i a Pointe du Hoc) per última vegada el 28 de maig, tres dies abans de carregar els seus homes en vaixells de transport de tropes per a la travessia. Els registres mantinguts pel personal de Huebner no revelen cap indicació que qüestionessin la presència dels fabulosos canons".

## Assetjats
La part més costosa de la batalla per Pointe du Hoc per als Rangers va arribar després de l'exitós assalt al penya-segat. Decidits a mantenir el terreny elevat vital, però aïllats d'altres forces aliades, els Rangers van repel·lir diversos contraatacs del 914è Regiment de Granaders alemany. El 5è Batalló Ranger i elements del 116è Regiment d'Infanteria es van dirigir cap a Pointe du Hoc des de la platja d'Omaha. No obstant això, només vint-i-tres Rangers del 5è van poder enllaçar amb els 2n Rangers durant la nit del 6 de juny de 1944. Durant la nit, els alemanys van obligar els Rangers a retrocedir a un enclavament més petit al llarg del penya-segat, i alguns van ser fets presoners.
No va ser fins al matí del 8 de juny que els Rangers de Pointe du Hoc van ser finalment rellevats pels 2n i 5è Rangers, a més del 1r Batalló del 116è d'Infanteria, acompanyats de tancs del 743è Batalló de Tancs.
Quan els Rangers van començar a patir grans pèrdues, es va considerar breument la possibilitat d'enviar el Destacament de Marines de 84 homes a bord del cuirassat USS Texas el matí del 7 de juny. En l'últim moment, es va transmetre a través de la cadena de comandament de l'Exèrcit que no es permetria que cap Marine anés a terra, ni tan sols per proporcionar escortes armades en les embarcacions de desembarcament que transportaven tropes o subministraments de l'Exèrcit.
Però no fou fins al 8 de juny al matí que els soldats americans van fer recular els alemanys i prendre el poble de Saint-Pierre-du-Mont, del departament de Calvados.

## Balanç
Al final dels dos dies d'acció, la força inicial de desembarcament dels Rangers, de més de 225 homes, es va reduir a uns 90 combatents. Després de la batalla, alguns Rangers es van convèncer que civils francesos havien participat en els combats al costat alemany. Diversos civils francesos acusats de disparar contra les forces nord-americanes o de servir com a observadors d'artilleria per als alemanys van ser executats.
Encara es pot veure avui dia el paisatge lunar que van veure els Rangers que van desembarcar després dels bombardejos i que ells mateixos van haver de sobreviure-ho.

## Commemoració
Pointe du Hoc ara compta amb un monument i un museu dedicats a la batalla. Moltes de les fortificacions originals s'han deixat al seu lloc i el lloc roman ple de diversos cràters de bomba.
L'11 de gener de 1979,  França va reconèixer el paper dels Estats Units  i ]aquest camp de 13 hectàrees va ser transferit a control americà, i l'American Battle Monuments Commission va ser la responsable del seu manteniment.
Com a part de les commemoracions del 75è aniversari del Dia D el 2019, membres de l'actual 75è Regiment Ranger van recrear l'ascens amb uniformes tant d'època com moderns.

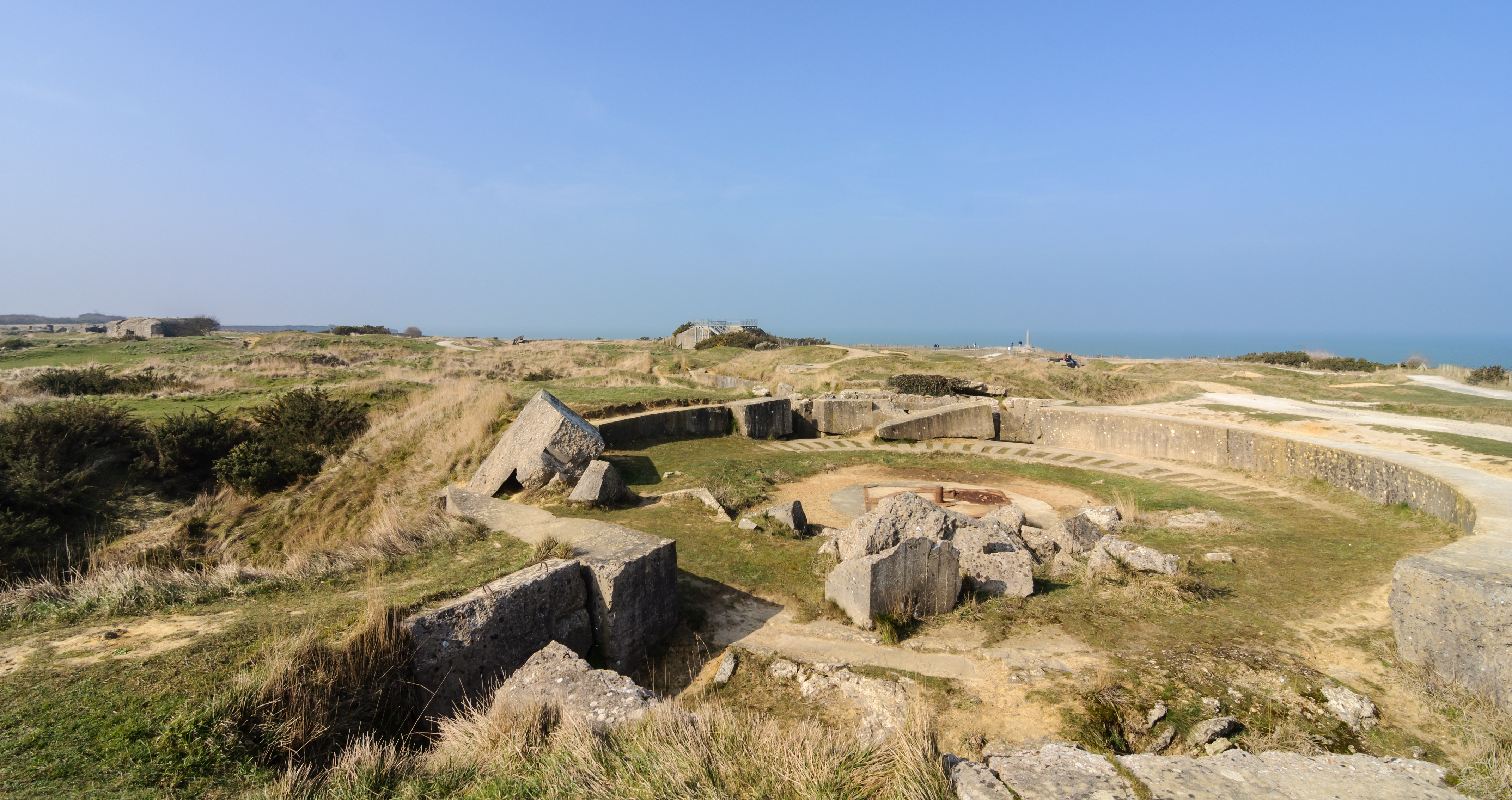
Part del lloc actual, amb les restes d'una fossa de canó en primer pla.
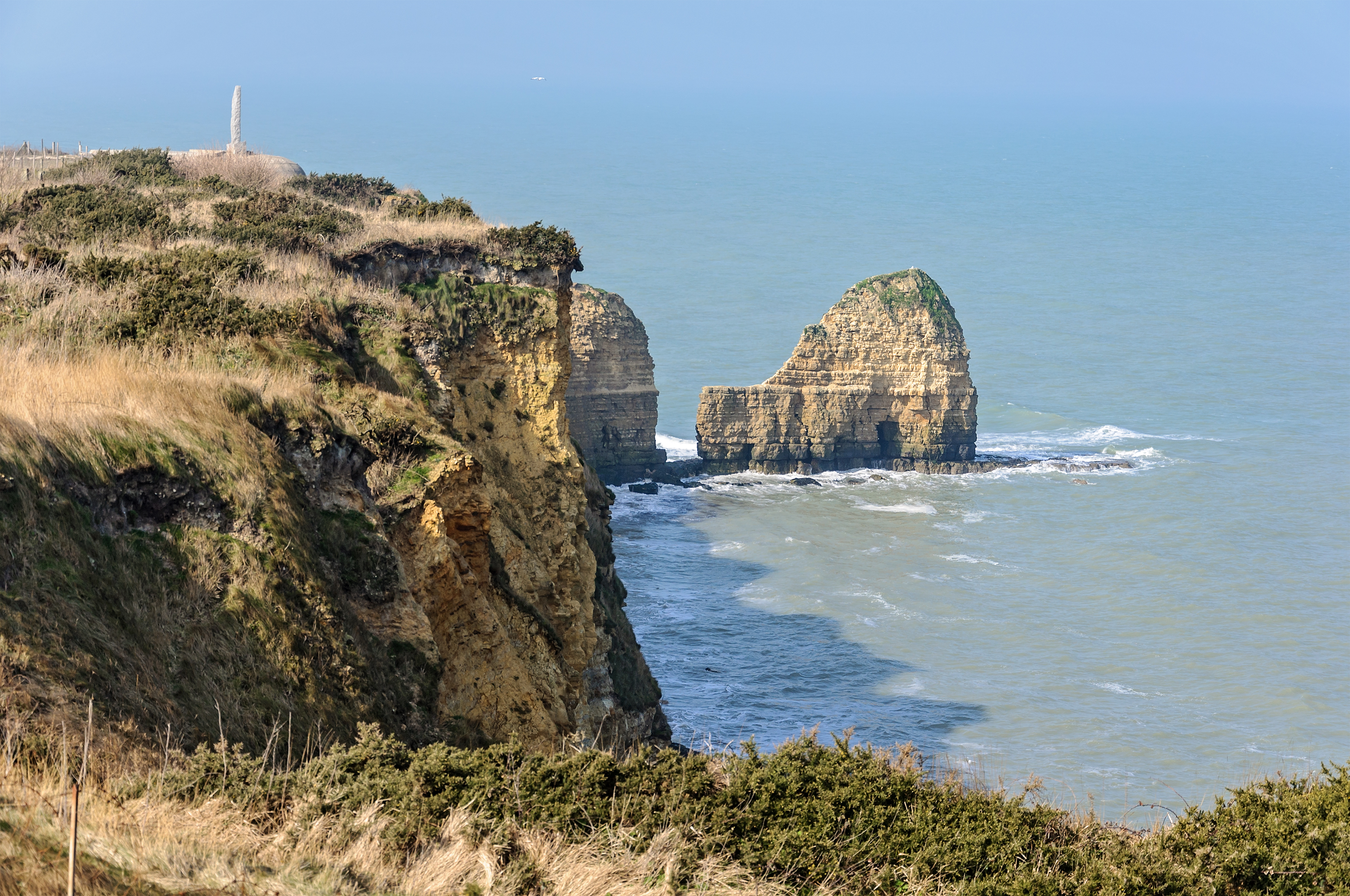
Pointe du Hoc, vista actual, vista des del sud-est.
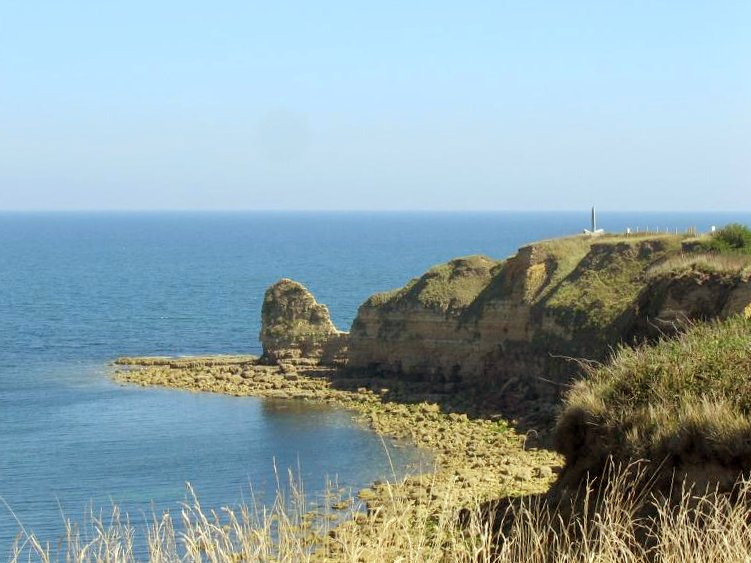
Vista actual del penya-segat de Pointe du Hoc amb el monument a la part superior dreta.